# Altes Rathaus (Hannover)

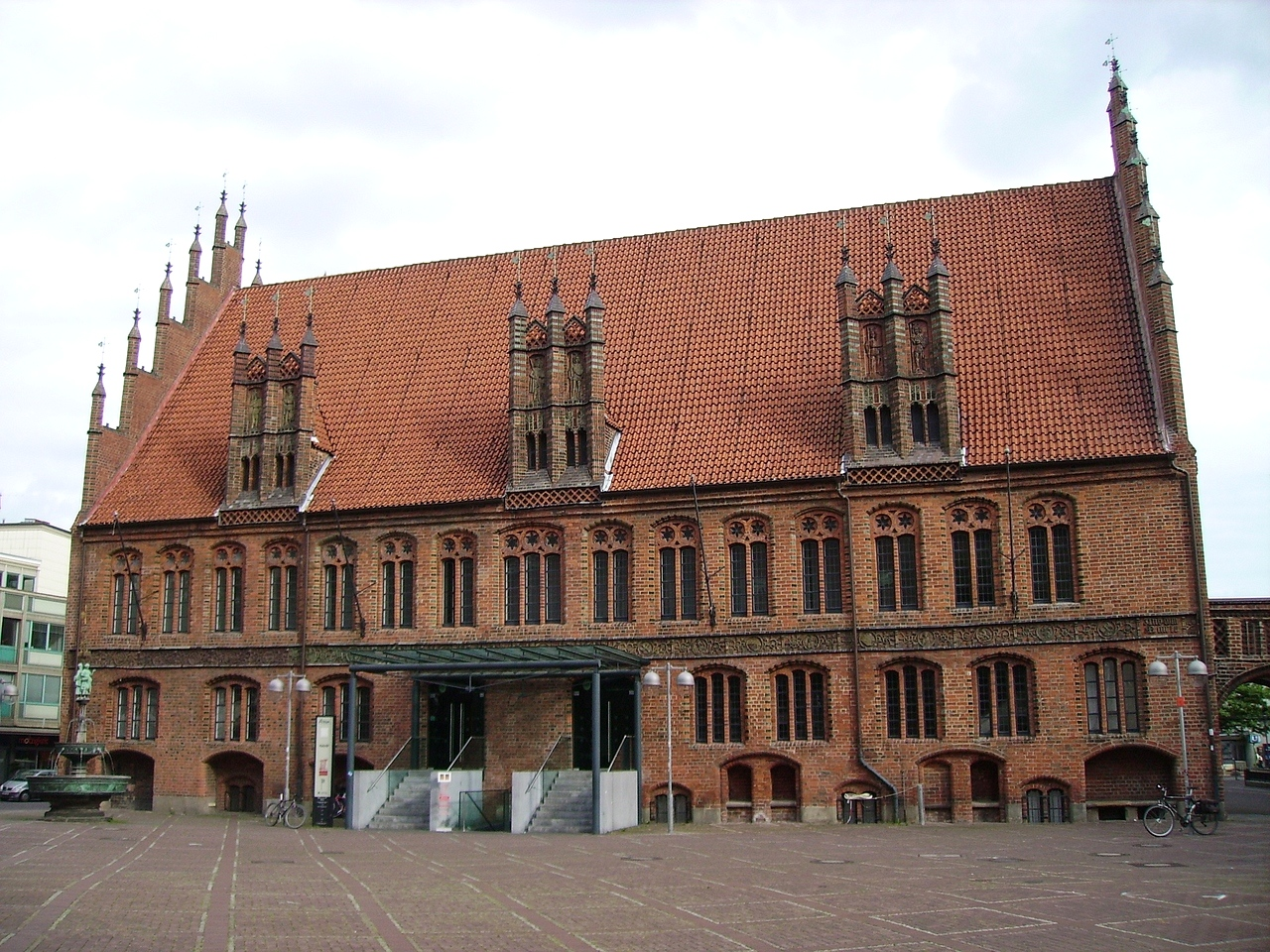
L'Altes Rathaus di Hannover

L'Altes Rathaus, ossia il Vecchio Municipio era il primo municipio della città di Hannover. L'edificio si trova nel centro storico, in tedesco Alte Stadt ed è la prima costruzione civile della città. L'Altes Rathaus con la vicina chiesa di Marktkirche rappresentano il gruppo più meridionale dello stile architettonico del gotico baltico.

## Storia

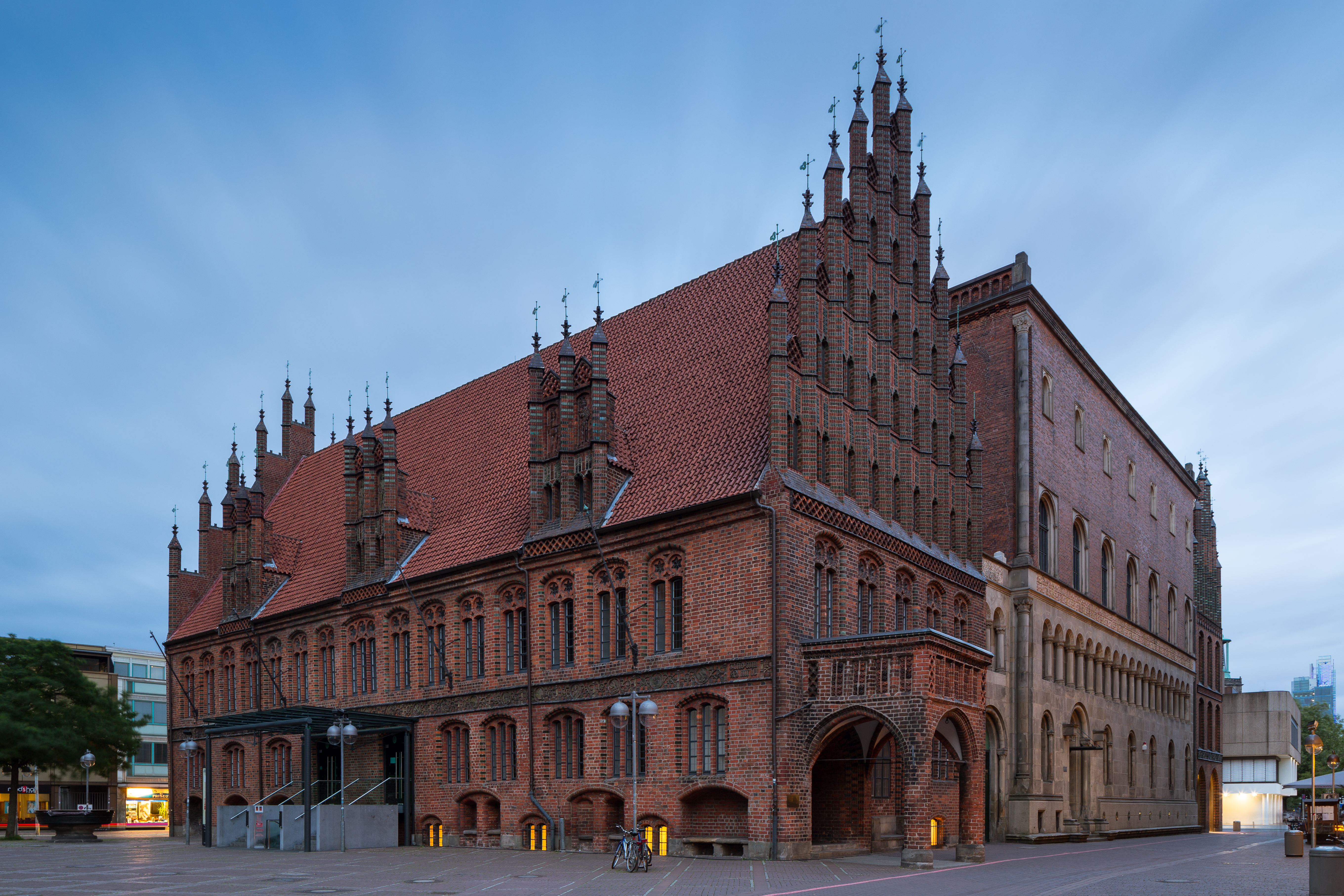
L'Altes Rathaus con a destra la Schaugiebel (falsa facciata) e il Dogenpalast

Nel medioevo il consiglio cittadino di Hannover si riuniva in diversi luoghi. Solo a partire dal 1410 venne eretto un edificio apposito, quello che sarà denominato Altes Rathaus. Il corpo centrale del palazzo è costruito in clinker.
Nei secoli l'edificio subì alcune modifiche, fino al restauro del 1844 in cui un'ala laterale dell'edificio, costruita con la tecnica del graticcio, fu sostituita da una costruzione in pietra, che si ispirava ai modelli architettonici del rinascimento italiano. La nuova ala venne denominata Dogenpalast, con riferimento al Palazzo Ducale di Venezia. Nel corso del XIX secolo l'intero edificio venne ristrutturato in stile neogotico, seguendo le idee dello storicismo.
Con la costruzione del Neues Rathaus nel 1913 l'amministrazione della città si trasferì nel nuovo edificio appositamente costruito.
Durante il bombardamento aereo del 1943 l'edificio venne seriamente danneggiato. A partire dal 1953 l'intero palazzo venne restaurato e fu aggiunta una falsa facciata, la Schaugiebel.
Attualmente nell'edificio dell'Altes Rathaus hanno sede diversi negozi e attività commerciali.